# Мавдуат аль-Кубра
аль-Мавдуа́т мин аль-аха́дис аль-марфуа́т (араб. الموضوعات من الأحاديث المرفوعات‎) или аль-Мавдуат аль-Кубра́ (араб. الموضوعات الكبرى‎ — «Большой сборник подложных хадисов») — сборник хадисов Абуль-Фараджа ибн аль-Джаузи, в котором собраны исключительно подложные предания (мавду’ат) о пророке Мухаммеде и его сподвижниках.

## Автор
Учителями Ибн аль-Джаузи были Ибн аз-Загуани (ум. 1133), Абу Бакр ибн ад-Динавари аль-Ханбали (ум. 1138); арабскому языку его обучал Абу Мансур аль-Джавалики (ум. 1145).
Свою преподавательскую деятельность Ибн аль-Джаузи начал в качестве помощника Абу Хакима ан-Нахравани. Проповедовать он начал во времена властвования халифа аль-Муктафи. Поддержку и содействие Ибн аль-Джаузи оказывал визирь Аун ад-Дин Ибн Хубайра (в частности, Ибн Хубайра предоставлял Ибн аль-Джаузи возможность читать пятничные проповеди в своем собственном доме).
Ибн аль-Джаузи основал в Багдаде собственную школу. Благодаря ему в этом городе получил широкое распространение ханбалитский мазхаб.

## Описание книги
Целью Абуль-Фараджа ибн аль-Джаузи при составлении данного сборника было собрание подложных и измышленных преданий о пророке Мухаммеде и его сподвижниках, которые сочинялись людьми по различным религиозным и политическим соображениям. Однако, по утверждению ан-Навави и ас-Суюти, книга Ибн аль-Джаузи содержит также некоторое количество просто «слабых» (то есть их измышленность не доказана), «хороших» и даже «достоверных» хадисов (см. «ат-Такриб» ан-Навави и «Тадриб ар-рави» ас-Суюти).

## Краткие изложения книги
- ад-Дурар аль-масну’ат фи-ль-ахадис аль-мавду’ат — Мухаммад ибн Ахмад ас-Саффарини.
- аль-Лаали аль-масну’а фи-ль-ахадис аль-мавду’а — Джалалуддин ас-Суюти.
- Зайль аль-Лаали — Джалалуддин ас-Суюти.
- Краткое изложение от Абу-ль-Хасана али ибн Ахмада аль-Фаси аль-Малики[1].

## Комментарии к книге
- ан-Нукт аль-бади’ият ’аля-ль-мавду’ат — Джалалуддин ас-Суюти[1].